# دنقلة (طائر)
دُنْقُلَة أو جُنْقُلَة أو الغَطَّاس (الاسم العلمي: Cinclus)، جنس طيور من فصيلة الدنقليات. تتميز بقدرتها على الغطس في المياه وسباحة.